# Månviol
Månviol (Lunaria rediviva) är en art i familjen korsblommiga växter från Europa. De förekommer sällsynt i Skåne och Halland. Månviolen är trots sitt svenska namn inte en viol utan tillhör familjen korsblommiga växter. Arten odlas ibland som trädgårdsväxt.
Det är en flerårig, omkring meterhög ört. Stjälken är hårig. Bladen är strödda, spetsigt ovala till hjärtlika och har tandad kant. De doftande blommorna är ljust lilarosa och sitter i en toppställd klase.
Fruktskidorna är platta, lansettlika till spetsigt elliptiska och spetsiga i båda ändarna. Skiljeväggen i fruktsidorna är parallell med plattsidorna, hinnartad,  silverglänsande och länge kvarsittande.
Månviolen är närstående judaspenningar (L. annua). Denna är dock tvåårig, har starkare färgade blommor, brett elliptiska fruktskidor, samt oskaftade övre stjälblad.  
|  |  |  |

## Synonymer
Crucifera rediviva (L.) E.H.L.Krause
Draba odorata Bergeret nom. illeg.
Lunaria alpina J.P.Bergeret
Lunaria lanceolata Stokes nom. illeg.
Lunaria odorata Lam. nom. illeg.
Lunaria perennis C.C.Gmel. nom. illeg.
Lunaria rediviva var. alpina (J.P.Bergeret) DC.
Lunaria rediviva var. purpurea DC.